# The Sims 2: Pets
The Sims 2: Pets četvrta je ekspanzija namijenjena strateškoj/simulacijskoj računalnoj igri The Sims 2, kao i samostalna igra namijenjena igranju na većem broju različitih konzola. Izlazak igre u prodaju bio je najavljen 26. srpnja, 2006. The Sims 2: Pets službeno je pušten u prodaju 18. listopada, 2006. u Sjevernoj Americi i Kanadi, a u ostatku svijeta puštena je u prodaju 20. listopada, osim Australije gdje je puštena 26. listopada, 2006.

## Načini igre

### Kućni ljubimci
Simsi sada mogu imati pse, mačke, "womštakore" (malena bića slična zamorcima, čije je ime kombinacija engleskih riječi "wombat" = vombat, i "rat" = štakor), i ptice. The Sims 2: Pets igra uključuje 72 prethodno napravljene pasmine pasa i 30 prethodno napravljenih pasmina mačaka. Kućne se ljubimce može usvojiti na pet različitih načina: putem telefona, stvaranjem putem Create-A-Pet opcije, kupnjom u trgovini kućnih ljubimaca, usvajanjem uličnih pasa i mačaka, ili kupnjom ili poklanjanjem ljubimca igrivog Sima drugom Simu. Create-A-Pet opcija slična je Create-A-Sim opciji, a igrači mogu stvarati svoga psa ili mačku biranjem boje i uzoraka krzna, prilagođavati oblik njihova tijela, lica i osobnosti koja određuje njihovu zaigranost, urednost, vjernost, agresivnost i inteligenciju. Igrači ne mogu stvarati štene ili mačića putem Create-A-Pet opcije. 
Kućni ljubimci imaju motive poput Simsa, no njima nedostaje motiv okoliša (Environment), a zamjenjuje ga motiv grebanja (Scratching) kod mačaka, i žvakanje (Chewing) kod pasa. Simsi svoje ljubimce mogu učiti raznim trikovima. Doduše, u ovoj ekspanziji nije dodano novo ekspanzijsko susjedstvo, kao što je to slučaj s University, Nightlife i Open for Business ekspanzijama. Umjesto toga, čitava se ekspanzija gotovo u cijelosti usredotočuje na kućne ljubimce. 
Kućni ljubimci (isključivo mačke i psi) mogu izabrati jednu od tri karijere: Zaštitarska služba, Zabavljačka industrija i Usluge. Mačke su od pasa plaćene 10%-15% bolje, jer je mačke teže trenirati od pasa. Kada ljubimci dobiju promaknuće na poslu, otključavaju se razne opcije vezane za kućne ljubimce zajedno s kodom, pa je moguće ove predmete dijeliti s prijateljima.
Ljubimci imaju tri životna stadija: štene/mačić (koji traje 3 dana), odrasli pas/odrasla mačka (koji traje 25 dana kod mačaka i manjih pasa, a 21 kod većih pasa) i ostarjeli pas/ostarjela mačka (koji traje 5-10 dana). Ljubimci se mogu razmnožavati, stvarajući okot. Najviši broj ljubimaca za jedno dvorište jest 6, a okot se obično sastoji od 1-4 štenca/mačića. Broj štenaca/mačića (okota) ovisi o trenutnom broju Simsa i ljubimaca u kući. Igrači igru mogu započeti s najviše 8 Simsa i 6 ljubimaca, iako može imati ukupno 10 Simsa i ljubimaca u dvorištu sveukupno.
Ljubimce se ne može izravno kontrolirati kao i Simse (iako se mogu vidjeti sljedovi njihovih akcija). Umjesto toga, Simsi moraju usmjeriti ljubimce da čine različite postupke. Ljubimci "geniji" bolje izvode ove postupke. Neizvježbani ljubimci mogu odbiti izvršiti ove postupke.

### Ostale mogućnosti
Simsi mogu voditi trgovine kućnim ljubimcima ako imaju instaliranu Open for Business ekspanziju. Bolje izvježbani ljubimci imaju višu cijenu. Među novim predmetima nalaze se novi moderniji telefon, pokućstvo temeljeno na Atomskom dobu i predmeti namijenjeni isključivo ljubimcima.
Katalog za gradnju sada ima novi alat imena "Sledgehammer", koji je sposoban za brisanje raznih predmeta, a sada je moguća i gradnja kosih krovova i zakretanje pločica. Ulične životinje, uključujući i vukove, ponekad će posjetiti dvorište igrača. Simsi koju prime "Nibble" interakciju od strane vođe čopora pretvaraju se u vukodlake. 

### Vukodlaci
Jedna od novih mogućnosti u The Sims 2: Pets ekspanziji jest mogućnost pretvaranja Simsa u vukodlaka. Kako bi se ovo dogodilo, igrač mora noću čekati da se pojavi "Vođa čopora". Ima izgled normalnog vuka, ali sa žutim svjetlećim očima. Prijateljevanje s ovim NPC likom kada je Sim loše volje može uzrokovati da ga vuk ugrize, što Sima pretvara u vukodlaka. Vukodlaci mogu zavijati, što kod ostalih Simsa može izazvati da im se mjehur napuni do vrha. Isto tako, vukodlacima se osobnost s vremenom mijenja te na kraju imaju 10 bodova u svakoj od sljedećih osobnosti: Druželjubiv (Outgoing), Aktivan (Active) i Zaigran (Playful), i 0 bodova u osobnostima Urednosti (Neat) i Ljubaznosti (Nice).

#### Prednosti
- Treniraju ljubimce 25 puta brže od normalnih Simsa.
- Imaju posebnu interakciju Iritiranja (Iritate) drugog Sima: Režanje (Growl).
- Mogu skakati.
- Mogu prizivati druge vukove kada su vani.
- Dobivaju jedan bod svaki dan u Tjelesnoj kondiciji.
- Nakon transformacije, Sim ima više energije.

#### Nedostatci
- Sim može razviti strah od zavijanja.

## Glazba
Dodano je nekoliko novih pjesama na Simlishu poput:
- Pussycat Dolls: Don't Cha
- Aly & AJ: Chemicals React
- Cowboy Troy: I Play Chicken with the Train
- Le Oreja de Van Gogh: Dulce Lucra (samo u španjolskoj verziji The Sims 2: Pets)

## Vanjske poveznice
- The Sims službene web stranice  Arhivirana inačica izvorne stranice od 3. lipnja 2002. (Wayback Machine)
- The Sims 2 službene web stranice  Arhivirana inačica izvorne stranice od 14. siječnja 2013. (Wayback Machine)